# Ostrůvek

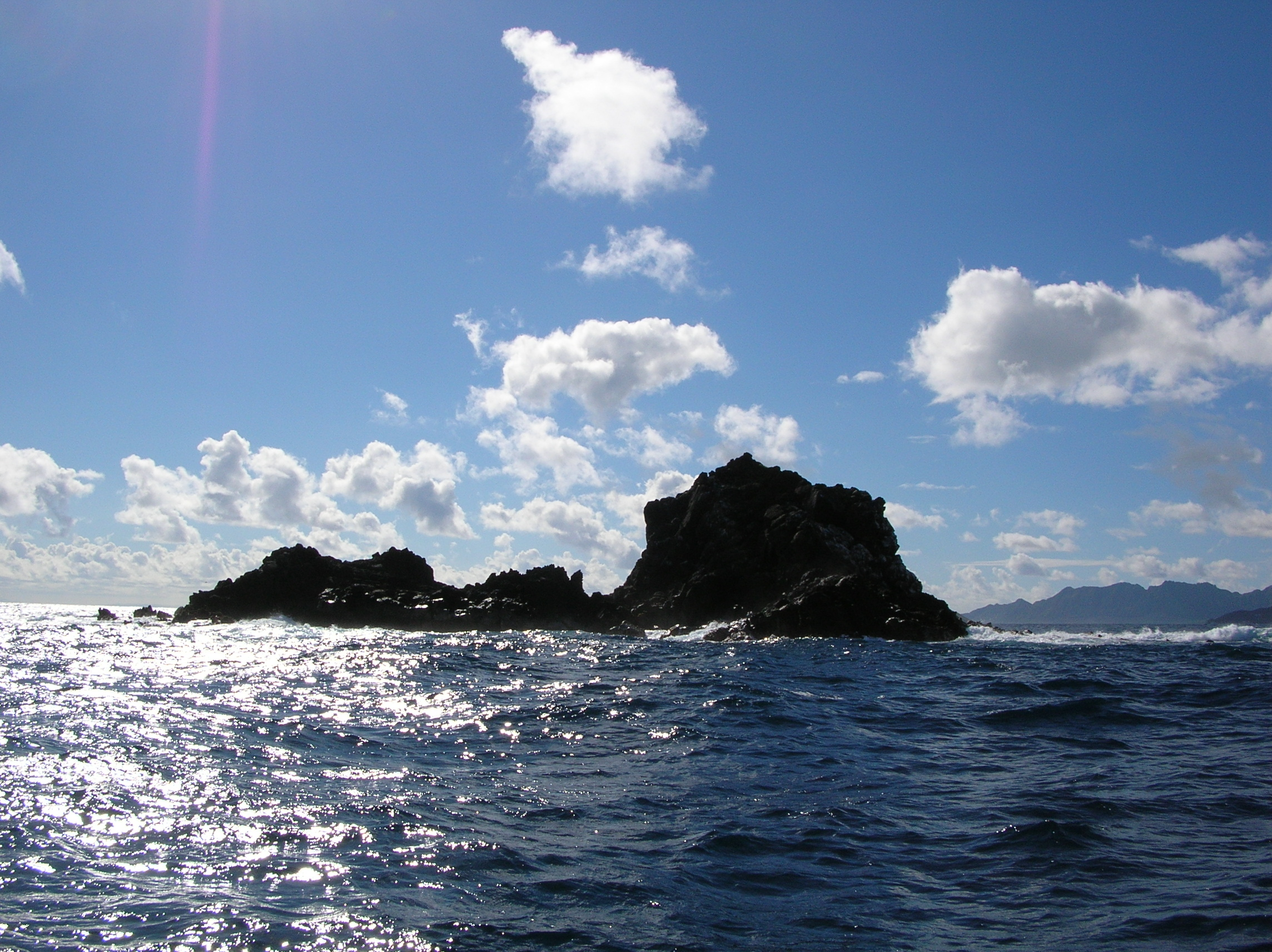
Útes Mokolea, zátoka Kailua, Oahu, Havaj

Ostrůvek je malý ostrov. Je to kousek země zcela obklopený povrchovou vodou ať slanou či sladkou. Je na něm minimum a nebo vůbec žádná vegetace a je neobydlený. Může to být skála, část atolu, nebo pískový nános. Stejně jako u většiny těchto termínů, přesné limity jeho rozměrů jsou subjektivní a mohou se lišit.